# Сухинин, Валерий Евгеньевич
Вале́рий Евге́ньевич Сухи́нин (род. 16 января 1950) — российский дипломат, кореевед. Чрезвычайный и полномочный посол (2010).

## Биография
Окончил факультет корейской филологии Университета им. Ким Ир Сена (1973) и корейское отделение Института стран Азии и Африки при МГУ им. М. В. Ломоносова (1976). На дипломатической работе с 1973 года. Владеет корейским и английским языками.
- В 1973—1978 годах — референт, атташе Посольства СССР в КНДР.
- В 1978—1985 годах — младший референт Отдела ЦК КПСС по связям с коммунистическими и рабочими партиями социалистических стран.
- В 1985—1992 годах — первый секретарь, советник Посольства СССР, затем (с 1991) России в КНДР.
- В 1992—1995 годах — советник, старший советник Первого департамента Азии МИД России.
- В 1995—2000 годах — советник, советник-посланник Посольства России в Южной Корее.
- В 2001—2003 годах — начальник отдела Кореи Первого департамента Азии МИД России.
- В 2003—2004 годах — заместитель директора Первого департамента Азии МИД России, одновременно заместитель руководителя российской делегации на шестисторонних переговорах по ядерной проблеме Корейского полуострова.
- В 2004—2006 годах — советник-посланник Посольства России в Южной Корее.
- С августа по декабрь 2006 года — посол по особым поручениям МИД России, заместитель руководителя российской делегации на шестисторонних переговорах по ядерной проблеме Корейского полуострова.
- С 20 декабря 2006 по 5 апреля 2012 года — чрезвычайный и полномочный посол Российской Федерации в КНДР[1][2].

С 2012 года — в отставке.
Одновременно с дипломатической карьерой в 1992—1995 и 2001—2004 гг. преподавал корейский язык в МГИМО МИД России. Имеет учёное звание доцента по кафедре восточных языков (1995). С 2012 года по настоящее время преподает корейский язык в МГИМО, с сентября 2013 г. заведует секцией корейского языка.

## Награды
- Орден Дружбы I степени (КНДР).
- Медаль ордена «За заслуги перед Отечеством» II степени (30 апреля 2010) — за большой вклад в реализацию внешнеполитического курса Российской Федерации[3].

## Дипломатический ранг
- Чрезвычайный и полномочный посланник 2 класса (8 июня 2000)[4]
- Чрезвычайный и полномочный посланник 1 класса (5 марта 2005)[5]
- Чрезвычайный и полномочный посол (25 октября 2010)[6].

## Публикации
- Корея // Страны мира. Краткий полит.-экон. справочник. — М.: Политиздат, 1979. С. 186—191; То же: 1980, 1981, 1982, 1984, 1985 гг.
- Корея // Зарубежный Восток. Языковая ситуация и языковая политика. — М.: Наука, 1986. С. 228—235.
- О понятии «современный корейский литературный язык» // Синхрония и диахрония в лингвистических исследованиях. — М., 1988. Ч. II. С. 99-109.
- Учебное пособие по двустороннему переводу для IV курса (корейский язык). — М.: МГИМО, 1988. — 125 с. (совм. с В. Н. Дмитриевой).
- К вопросу о влиянии иноязычных заимствований на формирование вариантов корейского литературного языка в КНДР и Южной Корее (на примере названий стран) // Лексические заимствования в языках народов зарубежного Востока. — М., 1991. С. 163—165.
- Особенности письма в КНДР и Республике Корея. — М., 1995. — 9 с. (Деп. в ИНИОН РАН).
- Хрестоматия по дипломатической документации (корейский язык). — М., 1995. — 70 с. (Деп. в ИНИОН РАН).
- Некоторые общие проблемы методики преподавания двух вариантов корейского литературного языка // Социопрагматика и преподавание иностранных языков. — М.: МГИМО, 1997. С. 145—150.
- Две культурные тенденции на Корейском полуострове в условиях национального раскола // История Кореи (Новое прочтение). — М., 2003. С. 402—419.